# República Catalã
A República Catalã (em catalão: República Catalana) é um dos termos adoptados pela Catalunha quando se declara como um sujeito político soberano (estado). A constituição de uma república para a Catalunha é actualmente o objectivo de um vasto movimento de base para a independência catalã.
A República Catalã, também conhecida como Estado Catalão (catalão: Estat Català), até agora foi estabelecida ou proclamada cinco vezes:
- Em 1640, pela Junta de Braços (conselho dos membros que compunham as Cortes Catalãs) do Principado da Catalunha, liderada por Pau Claris. Proclamada como tal pela mesma instituição em janeiro de 1641, manteve-se até ao final do mesmo ano.
- Em 1873, por Baldomer Lostau como o "Estado Catalão", no contexto da Primeira República Espanhola.[1]
- Em 1931, por Francesc Macià como a "República Catalã dentro da Federação Ibérica". Em poucos dias e após várias negociações a República Catalã tornou-se voluntariamente uma região autónoma dentro da Segunda República Espanhola, governada pela Generalidade.
- Em 1934, por Lluís Companys como o "Estado Catalão dentro da República Federal Espanhola", proclamada durante a Revolução de 1934. Após algumas horas de intensos combates, o Exército Espanhol prendeu o governo catalão, suspendendo a autonomia da Catalunha até 1936.
- Em novembro de 2015, o Parlamento da Catalunha adotou uma declaração de intenção de formar uma nova república independente em 2017.[2][3][4] Em 27 de outubro de 2017, o parlamento catalão aprovou uma resolução que declarou a independência da Catalunha da Espanha e a (re)fundação de uma República Catalã.[5][6][7]

Houve outras propostas históricas, tentativas e estatutos ambíguos em relação a um Estado catalão não monárquico, entre elas:
- Um governo quase republicano estabelecido pelas instituições do Principado da Catalunha durante a Guerra dos Catalães (1713-1714), a última fase da Guerra da Sucessão Espanhola na Península Ibérica.
- Governo da Catalunha (1810-1812), órgão sob controlo direto do imperador francês Napoleão I, separado de facto do Reino de Espanha sob José Bonaparte no contexto da Guerra Peninsular, e posteriormente anexado diretamente ao Império Francês.
- A Conspiração de Prats de Molló (1926), uma tentativa de libertação militar da Catalunha, então sob a Ditadura de Primo de Rivera (1923-1930), e de proclamar a República Catalã, planeada pelo Estat Català, com sede junto à fronteira franco-espanhola, mas abortada no último momento pela polícia francesa.
- Catalunha Revolucionária (1936-1937), um quase-estado com características anarco-sindicalistas estabelecido durante a Guerra Civil de Espanha (1936-1939).